# Васильковы
Васильковы — тульские купцы 1-й гильдии, потомственные почётные граждане, фабриканты. В первой половине XIX века купцы называли себя Весельковыми, а не Васильковыми.

## История
Предки купцов Васильковых жили в городе Зарайске Рязанской губернии. Известно, что в XVIII веке три поколения семьи служили священниками Спасо-Преображенской церкви.
Васильковы занимались выделкой кожи с первой четверти XIX века в Туле. В 1799 году купец С. Мурыкин построил кожевенный завод, который располагался в комплексе деревянных строений на улице Ново-Пашинской. Он завещал этот завод своей дочери, тульской мещанке Анне Семеновне Солодовниковой. В 1822 году она продала этот завод мещанину Михаилу Яковлевичу Веселькову. Он на месте завода построил каменное здание, которое спроектировал городской архитектор, а сам проект утвердил губернатор. В 1823 году на заводе работал 1 мастер и 2 подмастерья, было 6 вольнонаемных рабочих. В 1839—1849 годах городская усадьба купца М. Я. Веселькова занимала 80х20 сажен земли. На территории усадьбы был жилой дом, построенный из дерева, двухэтажная кожевня, еще одна каменная кожевня, мастерская, амбар, сушильня, баня.
В 1857 году на заводе М. Я. Веселькова работала машина для толчения коры. Среди оборудования было 4 котла, 12 клещей, 40 чанов для зольника. В 1859 году М. Я. Весельков умер, оставив духовное завещание. Согласно ему, с 1860 года мануфактуру возглавляла его вдова, а вместе с ней сыновья вели торговлю под фирмой П. И. П. Васильковы. Эта аббревиатура означала Пелагея, Иван, Петр Васильковы. Если в первой половине XIX века семья носила фамилию Весельковы, то в 1859 году, уже после смерти отца, его дети стали называться Васильковыми. В документах Пелагея Ивановна числиться вдовой, тульской 2-й гильдии купеческой женой. А ее дети были купеческими детьми. В 1862 году Иван Михайлович и Петр Михайлович Васильковы становятся тульскими купцами 2-й гильдии.
По состоянию на 13 декабря 1863 года, братья Иван и Петр Васильковы числятся уже купцами 1-й гильдии. Они продлевают договор о существовании совместной фирмы. В 1863 году на фабрике появляется новое оборудование. Начинают работать 2 паровика для отделки и промывки шпанской шерсти, 2 машины для толчения коры, водопроводная машина для перекачки воды, 11 ручных машин для отделки сафьяна. Рабочих на предприятии было около 420 человек. Братья выпускали сафьян, лайку черного, мусокового, алого и зеленого цветов. За год было сделано рукавиц на 100 тысяч рублей.
В 1863 году по информации Тульских Епархиальных ведомостей, купцы Васильковы делали пожертвования на создание нового храма.
В 1863 году купцы построили мост через реку Упу, его стали называть «Васильковским». Этот мост соединял улицы Штыковую и Грязевскую. Его длина составляла 92,5 метра, а ширина 8,5 метра. Мост был с перилами, через него переправлялись пешеходы и гужевой транспорт. Этот мост в итоге простоял до середины XX века. Он соединял Заречье и Курский вокзал, был разрушен при строительстве завода.
В 1874 году на заседании Тульской городской думы вынесли вопрос о присвоении купцам Ивану Василькову и Петру Василькову звания почётных граждан Тулы. Это звание им было присвоено Указом Его Императорского Величества от 21 декабря 1874 года. В 1880 году завод Васильковых стал уже называться «сафьяно-кожевенным». На заводе работали 2 машины по 8 сил, которые были необходимы для промывки кож и шерсти, 1 паровая машина для дробления коры в 6 сир, 18 ручных машин для отделки сафьяна, 2 водопроводные машины для накачки воды. На заводе работало 470 человек рабочих. За год они производили материалы для разных видов рукавиц на сумму 123 тысячи рублей.
В 1889 году владельцами кожевенной фабрики стали потомственные почётные граждане, тульские купцы 2-й гильдии Николай и Михаил Ивановичи Васильковы. Они заключили договор и создали торговый дом под фирмой «Ивана Василькова сыновья: Николай и Михаил Васильковы». Уставный капитал составил 10 тысяч рублей.